# Rijksbeschermd gezicht Ommerschans-Balkbrug
Gezicht Ommerschans-Balkbrug is een van rijkswege beschermd dorpsgezicht tussen Balkbrug, Vinkenbuurt en Ommerschans in de Nederlandse provincie Overijssel. De procedure voor aanwijzing werd gestart op 23 mei 2006. Het gebied werd op 24 november 2011 definitief aangewezen. Het beschermd gezicht beslaat een oppervlakte van 425,6 hectare.
Panden die binnen een beschermd gezicht vallen krijgen niet automatisch de status van beschermd monument. Wel zal de gemeente het bestemmingsplan aanpassen om nieuwe ontwikkelingen in het gebied te reguleren. De gezichtsbescherming richt zich op de stedenbouwkundige en cultuurhistorische waardering van het gebied en wil deze waarden voor de toekomst veiligstellen.